# Kreisgericht Stettin
Das Kreisgericht Stettin war ein preußisches Kreisgericht in der damaligen preußischen Provinz Pommern mit Sitz in Stettin.

## Geschichte
1849 wurden in Preußen einheitlich Kreisgerichte geschaffen. Hierbei wurde die Patrimonialgerichtsbarkeit abgeschafft und die Patrimonialgerichte aufgehoben. Es entstand das Königliche Kreisgericht Stettin. Es umfasste die Stadt Stettin, den Kreis Randow und einen kleinen Teil des Kreises Naugard. Zuständiges Appellationsgericht war das Appellationsgericht Stettin.
Gerichtskommissionen, also Zweigstellen des Gerichtes mit weniger als drei Richtern, wurden in Damm, Gartz, Pencun und Pölitz eingerichtet. 
Am Gericht waren 1870 ein Direktor und 15 Kreisrichter eingesetzt. Die Zahl der Gerichtseingesessenen betrug 161.622. Das Gericht war auch Schwurgericht für den Bezirk des Kreisgerichtes Anclam und Greifenhagen sowie für Fälle der Konsulargerichtsbarkeit. Gerichtstage wurden in Löcknitz gehalten.
Im Rahmen der Reichsjustizgesetze wurde das Gerichtswesen in Deutschland 1879 vereinheitlicht. Damit wurde das Kreisgericht Stettin aufgehoben und das königlich preußische Amtsgericht Stettin mit Wirkung zum 1. Oktober 1879 als eines von 14 Amtsgerichten im Bezirk des Landgerichtes Stettin als Nachfolger gebildet. Auch die Gerichtskommissionen wurden 1879 in Amtsgerichte umgewandelt (Amtsgericht Altdamm, Amtsgericht Gartz (Oder), Amtsgericht Penkun und Amtsgericht Pölitz).

## Richter
- Heinrich Eduard Pape (1850–1856)